# 杜文秀起义
雲南回變，又称杜文秀起义，是1856年发生在清朝云南省的一次大規模回族穆斯林武裝的暴動，1872年被清军镇压。

## 背景
據傳19世纪，为争夺土地和矿权，云南的汉族地主商人和回族地主商人之间发生的冲突，这些冲突日益激化。
道光二十六年（1846年），保山县发生永昌汉、回互鬥事件。杜文秀等人先后前往昆明和北京上诉，都未得满意答復。

## 过程
咸丰六年（1856年），临安府（治所在今建水县）因矿权纠纷发生汉、回冲突，冲突蔓延到昆明等地。云南巡抚下令对滋事回民，格杀无论。此举激起云南各地回民的反抗。8月，杜文秀在蒙化（今巍山彝族回族自治县）小围埂村聚众起义。叛军攻克大理，并以此为根据地建立政权，杜文秀任“总统兵马大元帅”，宣传响应太平天国，建立大理政權，廢除清朝年號，制定「遙奉太平天國南京號召，革命滿清」和「聯合回漢一體，豎立義旗，驅逐韃虜，恢復中華，剪除貪污，出民水火」的綱領，規定各民族之間一律平等的原則。
同治六年（1867年），杜文秀政权已占有云南一半的地区。同年杜文秀派二十万大军包围昆明，但久攻不下。
同治八年（1869年）清军反攻，叛军失利，退回滇西，这次失利成为叛乱失败的转折点。
同治十一年（1872年），清军围困大理，杜文秀服毒自杀，叛乱失败。

## 影响
起义失败后，云南多地的回民遭到清政府屠杀。